# Гаучо (фільм, 1927)
Гаучо (англ. The Gaucho) — американська пригодницька мелодрама режисера Ф. Річарда Джонса 1927 року.

## У ролях
- Дуглас Фербенкс — Гаучо
- Лупе Велес — дівчина з гір
- Джоан Барклай — дівчина з храму
- Ів Саузерн — дівчина з храму
- Густав фон Сейффертітц — Руїс — узурпатор
- Михаїл Вавіч — старший лейтенант узурпатора
- Чарльз Стівенс — старший лейтенант Гаучо
- Найджел Де Брулір — Падре
- Альберт МакКуоррі — жертва чорного долі